# عبدالله (فیلم)
عبدالله (به هندی: Abdullah) فیلمی محصول سال ۱۹۸۰ و به کارگردانی عباس خان است. در این فیلم بازیگرانی همچون راج کاپور، سنجای خان، زینت امان، دنی دنزونگپا، سانجیو کومار، فریده جلال، اوم پراکاش، باب کریستو، قادرخان، هلن و نظیر حسین ایفای نقش کرده‌اند.